# Finale FA Cup 2015
De finale van de FA Cup van het seizoen 2014/15 werd gehouden op zaterdag 30 mei 2015. Titelverdediger Arsenal won met 4-0 van Aston Villa. Het was de eerste keer dat beide clubs tegenover elkaar stonden in de Engelse bekerfinale.

## Finale

### Voorgeschiedenis
In het seizoen 2014/15 hadden beide teams elkaar twee keer getroffen in de Premier League. Arsenal won in zowel de heen- als terugronde van de competitie met ruime cijfers. In Villa Park won de Londense club met 0-3 dankzij goals van Mesut Özil, Danny Welbeck en een eigen doelpunt van Aly Cissokho. In het Emirates Stadium werd het 5-0 voor Arsenal. Naast  Giroud en Özil scoorden ook Santi Cazorla, Theo Walcott en Héctor Bellerín een doelpunt. Arsenal zou het seizoen uiteindelijk afsluiten als derde. Voor Aston Villa was het een minder succesvol seizoen. De club kende door de blessures van onder meer spits Christian Benteke heel wat problemen. In februari 2015 werd trainer Paul Lambert ontslagen. In zijn plaats kwam Tim Sherwood, die de club uit de degradatiezone hield en in de halve finale van de FA Cup voorbij Liverpool loodste.

### Wedstrijd
|                         |                                                      |       |             |                                                                            |
| 30 mei 2015 18:30 UTC+2 | Arsenal                                              | 4 – 0 | Aston Villa | Wembley Stadium, Londen Toeschouwers: 89.283 Scheidsrechter: Jonathan Moss |
| 30 mei 2015 18:30 UTC+2 | Walcott 40' Sánchez 50' Mertesacker 62' Giroud 90+3' |       |             | Wembley Stadium, Londen Toeschouwers: 89.283 Scheidsrechter: Jonathan Moss |

| Arsenal | Aston Villa |

| Arsenal:       |    |                         |     |
|                |    |                         |     |
| GK             | 1  | Wojciech Szczęsny       |     |
| RB             | 39 | Héctor Bellerín         |     |
| CB             | 4  | Per Mertesacker         |     |
| CB             | 6  | Laurent Koscielny       |     |
| LB             | 18 | Nacho Monreal           |     |
| CM             | 34 | Francis Coquelin        |     |
| CM             | 19 | Santi Cazorla           |     |
| RW             | 16 | Aaron Ramsey            |     |
| AM             | 11 | Mesut Özil              | 77' |
| LW             | 17 | Alexis Sánchez          | 90' |
| CF             | 14 | Theo Walcott            | 77' |
| Wisselspelers: |    |                         |     |
| DF             | 3  | Kieran Gibbs            |     |
| DF             | 5  | Gabriel Paulista        |     |
| MF             | 10 | Jack Wilshere           | 77' |
| FW             | 12 | Olivier Giroud          | 77' |
| GK             | 13 | David Ospina            |     |
| MF             | 15 | Alex Oxlade-Chamberlain | 90' |
| MF             | 20 | Mathieu Flamini         |     |
| Coach:         |    |                         |     |
| Arsène Wenger  |    |                         |     |

| Aston Villa:   |    |                    |         |
|                |    |                    |         |
| GK             | 31 | Shay Given         |         |
| RB             | 21 | Alan Hutton        | 33'     |
| CB             | 5  | Jores Okore        |         |
| CB             | 4  | Ron Vlaar          |         |
| LB             | 18 | Kieran Richardson  | 68'     |
| CM             | 8  | Tom Cleverley      | 15'     |
| DM             | 15 | Ashley Westwood    | 52' 71' |
| CM             | 16 | Fabian Delph       | 37'     |
| RW             | 28 | Charles N'Zogbia   | 52'     |
| CF             | 20 | Christian Benteke  |         |
| LW             | 40 | Jack Grealish      |         |
| Wisselspelers: |    |                    |         |
| GK             | 1  | Brad Guzan         |         |
| DF             | 2  | Nathan Baker       |         |
| MF             | 7  | Leandro Bacuna     | 68'     |
| FW             | 9  | Scott Sinclair     |         |
| FW             | 11 | Gabriel Agbonlahor | 52' 82' |
| MF             | 12 | Joe Cole           |         |
| MF             | 24 | Carlos Sánchez     | 71'     |
| Coach:         |    |                    |         |
| Tim Sherwood   |    |                    |         |

1980 · 1981 · 1982 · 1983 · 1984 · 1985 · 1986 · 1987 · 1988 · 1989 · 1990 · 1991 · 1992 · 1993 · 1994 · 1995 · 1996 · 1997 · 1998 · 1999 · 2000 · 2001 · 2002 · 2003 · 2004 · 2005 · 2006 · 2007 · 2008 · 2009 · 2010 · 2011 · 2012 · 2013 · 2014 · 2015 · 2016 · 2017 · 2018 · 2019 · 2020 · 2021 · 2022 · 2023 · 2024